# Mike Shinoda
Michael Kenji "Mike" Shinoda (Los Angeles, 11 de fevereiro de 1977) é um músico, produtor musical e designer-gráfico norte-americano. Conhecido como vocalista, rapper, compositor e multi-instrumentista da banda estadunidense Linkin Park. Também tem um projeto paralelo chamado Fort Minor, mais voltado para o Hip Hop. Ele atuou como produtor de faixas e álbuns de Lupe Fiasco, Styles of Beyond e The X-Ecutioners.
Shinoda formou a banda Xero, que mais tarde foi renomeado de Linkin Park, com dois de seus amigos do ensino médio: Brad Delson e Rob Bourdon em 1996, depois se juntaram Joe Hahn, Dave Farrell e Mark Wakefield depois Chester Bennington substituiu Wakefield como o vocalista principal. A banda depois assinou um contrato com a Warner Bros Records.
Ele também é co-fundador da Machine Shop Records, uma gravadora sediada na Califórnia. Fora da música, Shinoda é um artista e designer gráfico. Ele pintou várias obras de arte, algumas das quais foram apresentadas no Museu Nacional Japonês Americano.
Em 25 de janeiro de 2018, Shinoda lançou um extended play (EP) chamado Post Traumatic, que contém três canções sobre seus próprios sentimentos após a morte de Chester Bennington em 20 de julho de 2017. Em 29 de março de 2018, Shinoda anunciou que ele estava trabalhando em seu álbum solo de estreia, também intitulado de Post Traumatic, que foi lançado em 15 de junho de 2018.

## Biografia

### Início
Shinoda nasceu em Panorama City, na cidade de Los Angeles, e cresceu no subúrbio de Agoura Hills, no condado de Los Angeles. Seu pai é descendente de japoneses, sendo Mike a terceira geração fora do Japão, também afirma ter um pouco de índios americanos em sua linhagem. Quando criança, estudou piano clássico e jazz durante 10 anos, conta que havia uma loja onde havia aulas promocionais ensinando o básico do piano para crianças, quando a loja fechou, a professora continuou a dar aulas particulares para ele e seu irmão Jason,  o mais novo. Sobre sua arte, conta que desde quando se conhece, desenha, e que tudo começou quando seus pais descobriram que poderiam aquietá-lo nos restaurantes ao dar um papel para ele desenhar. Aos 13 anos de idade se dedicou ao jazz, blues e hip-hop.
Foi ele o responsável pela formação da banda ao lado de Brad, que é seu amigo desde o sétimo ano. Depois do colegial Mike entrou na Faculdade de Artes e Design da cidade de Pasadena, para estudar design gráfico e ilustração, foi lá que ele conheceu o DJ da banda, Joe Hahn. Com apenas 21 anos, Shinoda se formou na universidade com um diploma em ilustração. Ele desenhou o soldado com asas de libélula da capa do álbum Hybrid Theory, assim como todos os outros símbolos utilizados pelo Linkin Park. Até acharem Chester para substituir Mark Wakefield, ele fazia o resto dos vocais.
No início da banda, ele passava o dia tendo aulas de desenho e arte, à noite ia ensaiar e quando voltava para casa praticava o que tinha aprendido na faculdade. Conta que em sua primeira turnê, pôde conhecer o Japão, e encontrou certa familiaridade com o lado paterno da sua família.

### Vida pessoal
A família de Shinoda (por parte de pai) é de origem japonesa e estão no país há três gerações. Mike é casado com a escritora Anna Shinoda (née Hillinger) em 2003 e tem três filhos com ela.

## Carreira musical

### Linkin Park
Antes do primeiro álbum de estúdio do Linkin Park, a banda de Mike se chamava Hybrid Theory, mas por causa de um problema jurídico com outra banda, mudaram o nome para Linkin Park. Antes da banda se chamar Hybrid Theory, Chester Bennington entrou na banda, substituindo o vocal Mark Wakefield. Desde o início, Shinoda esteve estreitamente envolvido nos aspectos técnicos das gravações da banda, e sobre os lançamentos subseqüentes desse papel continuou a expandir-se. Shinoda, com os membros da banda, produziram o Hybrid Theory EP, o primeiro álbum demo da banda, depois dos problemas com o nome, mudaram e o nome Hybrid Theory passou a ser o nome do primeiro álbum do Linkin Park. Mike organizou e supervisionou o Reanimation o álbum Remix que foi feito em 2002, contribuindo com a sua própria produção remixes que ele fez em sua home studio para "Crawling" e "Pushing Me Away", nesse álbum teve participações como a do rapper Chali 2na, do vocalista Jonathan Davis e de outros contribuidores.

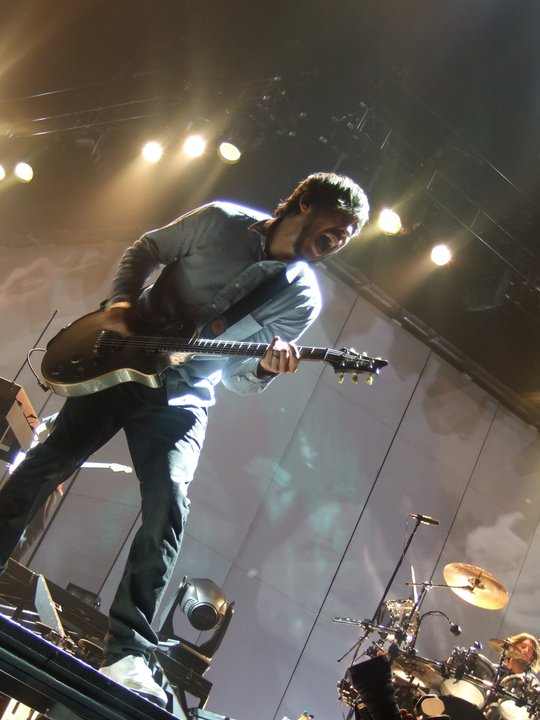
Mike se apresentando com o Linkin Park em 2011

Em relação ao segundo álbum do Linkin Park Meteora, Shinoda continuou a expandir-se sobre os seus deveres como um músico e técnico de estúdio ou mesmo engenheiro. Além disso, para a espinha dorsal da arte do álbum, Shinoda colaborou com graffiti do artista DELTA, Frank Maddocks e Joe Hahn.
O Collision Course, álbum do Linkin Park com colaboração de Jay-Z lançado em 2004, teve todos os seus mashups montados, produzidos e mixados por Mike. A partir daí sua participação na produção vem crescendo a cada novo álbum do Linkin Park. O álbum foi premiado com um Grammy Award por "melhor rap / com colaboração" pela canção "Numb/Encore".
A banda lançou seu terceiro álbum de estúdio, o Minutes To Midnight, em 15 de maio de 2007. Neste álbum, Shinoda dividiu o crédito de produção com o produtor Rick Rubin, supervisionando a evolução musical do som da banda. Este álbum foi também a primeira vez que Shinoda, além de fazer seu conhecido rap, cantou como voz de destaque em canções como "In Between" e "Hands Held High" além da canção bônus do álbum, "No Roads Left". Apesar de ser considerado por alguns fãs como um "fiasco" cantando faixas, ele esta entre os melhores vocalistas, no número 72 do Top 100 Metal vocalistas de todos os tempos.[carece de fontes?] O quarto álbum de estúdio, A Thousand Suns, foi lançado em 14 de setembro de 2010. O álbum estreou em primeiro na Billboard 200, após vender 241 mil cópias na primeira semana de vendas nos Estados Unidos. Em janeiro de 2011, A Thousand Suns já havia vendido 631 mil cópias nos Estados Unidos e foi certificado como disco de ouro pela RIAA.
Linkin Park lançou seu quinto álbum, Living Things, em 26 de junho de 2012. Este álbum foi declarado mais "focado no rap" por Shinoda comparado aos dois álbuns anteriores. Recharged, que é um álbum de remixes que consiste em remixes de canções originais de Living Things, foi lançado em 29 de outubro de 2013. Shinoda usou sua experiência EDM obtidos a partir de Avicii, enquanto trabalhava na canção "Wake Me Up", e também em Steve Aoki enquanto trabalhava em "A Light That Never Comes", para remixar algumas canções para o álbum.
Em 2014, Shinoda trabalhou com Delson para produzir o sexto álbum de estúdio da banda, The Hunting Party, que foi lançado em 17 de junho de 2014. O álbum é o primeiro a apresentar artistas convidados como Page Hamilton do Helmet, Rakim, Daron Malakian do System of a Down e Tom Morello do Rage Against the Machine. O primeiro single do álbum, "Guilty All the Same", é a primeira canção não remixada pela banda que apresenta rap de um artista convidado ao invés de Shinoda.
Em novembro de 2015, Linkin Park começou a trabalhar em seu sétimo álbum de estúdio. Em 2017, Shinoda trabalhou novamente com Delson na produção de One More Light. O álbum é o primeiro a apresentar outros compositores ao invés da própria banda. Shinoda atua como vocalista principal nas canções "Invisible" e "Sorry for Now". "Good Goodbye" é a única canção que contém rap de Shinoda, juntamente com Stormzy e Pusha T.

### Fort Minor
O Fort Minor é um projeto paralelo que Mike criou para mostrar mais seu lado "hip-hop" cantado no Linkin Park. Ele explicou o nome de seu projeto em uma entrevista:
| “ | 'Fort' representa o lado mais agressivo da música. "Minor" pode significar algumas coisas: Se você está falando sobre teoria musical, o tom menor é mais escuro. Eu queria o nome do álbum ao invés de ter meu nome na capa, porque eu quero que as pessoas se concentrem na música, não em mim. | ” |

Seu primeiro trabalho foi o álbum The Rising Tied, produzido por Shinoda juntamente com Jay-Z, que conta com a participação de vários artistas como Holly Brook ("Where'd You Go"), Styles of Beyond ("Remember the Name"), John Legend e mais outros. Foi lançado no dia 22 de novembro de 2005 e o seu primeiro single foi a música Petrified, seguida por "Believe Me", "Remember The Name" e "Where'd You Go".
Em 21 de junho de 2015, Shinoda confirmou oficialmente o retorno de Fort Minor com uma atualização de status e o lançamento de um novo single, "Welcome". Fort Minor apareceu como convidado no talk show Conan da TBS em 22 de junho de 2015. Fort Minor também apareceu em alguns shows durante a agenda de shows do Linkin Park.

### Carreira solo

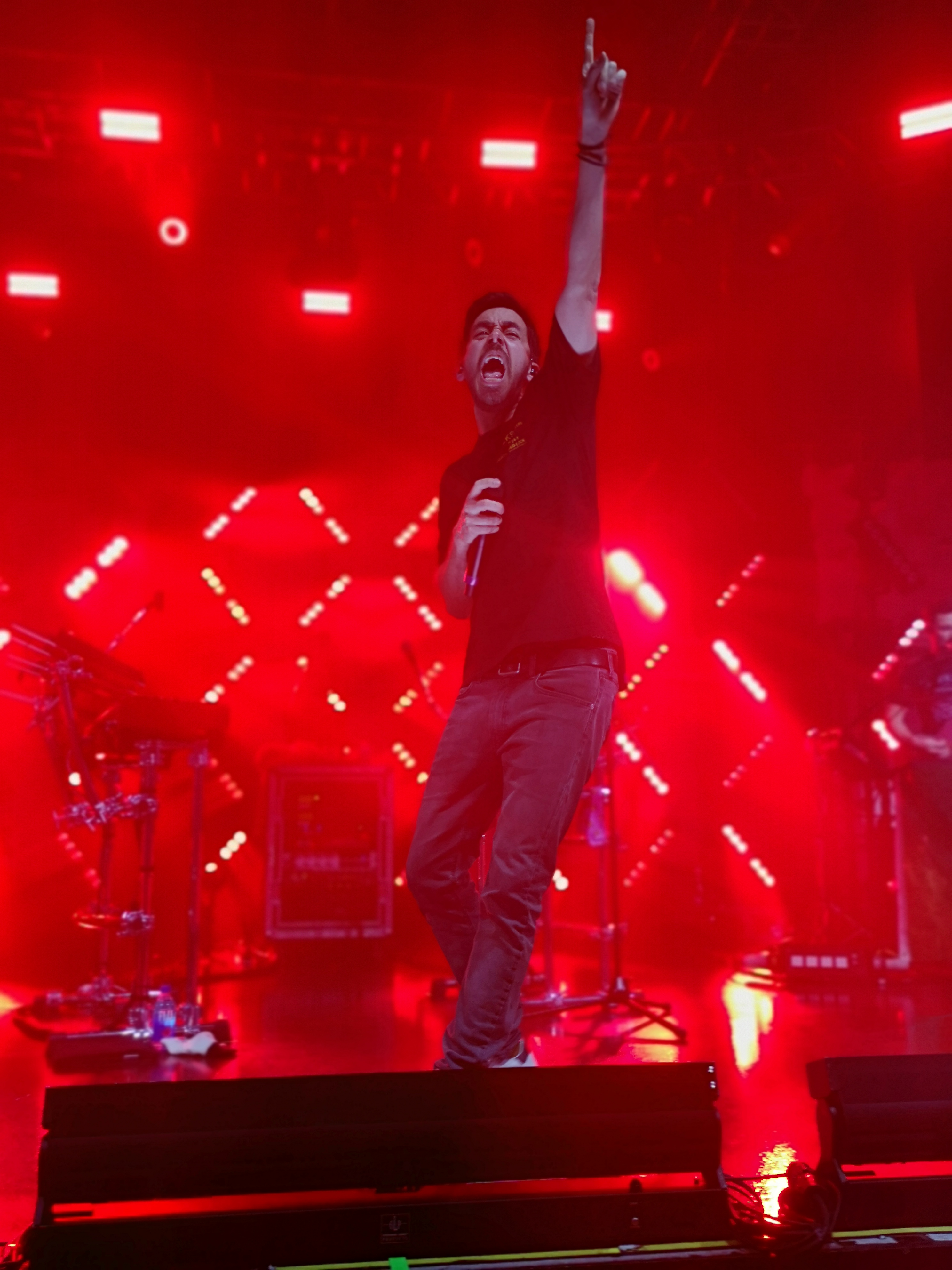
Shinoda apresentando-se em Milão, Itália (2019)

Ao fim de janeiro de 2018, Mike lançou um EP solo, intitulado Post Traumatic, que contém três músicas de Rap/Hip-hop que falam sobre os últimos seis meses de Shinoda após a morte de Chester Bennington, seu colega no Linkin Park. As três faixas, todas acompanhadas com os seus videoclipes, foram inteiramente compostas e tocadas pelo próprio Shinoda, que atualmente está se preparando para embarcar em uma turnê solo para promover o álbum. Os shows confirmados até agora pelo artista, acontecerão no Summer Sonic Festival no Japão nos dias 18 e 19 de agosto de 2018.
Em 8 de março de 2018, Shinoda anunciou através das redes sociais que ele estava trabalhando em um novo álbum solo. Ele também acrescentou que estava em Los Angeles filmando um videoclipe e também convidou os fãs a aparecerem no vídeo, incluindo um mapa da antiga Tower Records em Hollywood, Califórnia. Em 28 de março de 2018, a lista dos Festivais de Reading e Leeds de 2018 foi anunciada, com Shinoda incluído. Ele se apresentará em 25 e 26 de agosto, marcando uma das primeiras apresentações de Shinoda desde a morte de Bennington. Ele vai se juntar a artistas e bandas como Post Malone, Panic! at the Disco, Dua Lipa, Brockhampton e Travis Scott; Fall Out Boy, Kendrick Lamar e Kings of Leon serão os protagonistas do evento. No dia seguinte, Shinoda lançou duas novas canções, "Crossing a Line" e "Nothing Makes Sense Anymore", de seu próximo álbum de estúdio, Post Traumatic, que foi lançado em 15 de junho de 2018. Em 29 de março de 2018, Shinoda fez uma entrevista com a KROQ, onde seu single "Crossing a Line" foi lançado na rádio.

## Arte e pintura
Mike se formou em Arte da Ilustração na Art Center College Of Design. Seu trabalho na arte é uma miscigenação de culturas, que mistura ancestrais japonês-americanos, guerilla street art e suas experiências na música. Existem muitos músicos que também pintam, mas em contraste, Mike poderia ser um pintor cujo hobby é a música. Seu talento e habilidades sãos os mesmos em ambos, música e arte.
Ele participou da criação de arte para todos os álbuns e materiais promocionais do Linkin Park e do Fort Minor, desenhou para o DC Shoes Remix Series (design do tênis, arte da caixa, palmilha e materiais promocionais), participou do programa Kid Robot em benefício às vítimas do furacão Katrina, além de ter contribuído com várias peças para leilões de celebridades (incluindo guitarras pintadas, desenhos de lápis e caneta, arte na tela).

## Discografia
Solo
- Post Traumatic (2018)
- Dropped Frames, Vol. 1 (2020)
- Dropped Frames, Vol. 2 (2020)
- Dropped Frames, Vol. 3 (2020)

Com Linkin Park
- Hybrid Theory (2000)
- Meteora (2003)
- Minutes to Midnight (2007)
- A Thousand Suns (2010)
- Living Things (2012)
- The Hunting Party (2014)
- One More Light (2017)
- From Zero (2024)

Com Fort Minor
- The Rising Tied (2005)

## Prêmios e indicações

### Como Mike Shinoda
Grammy Awards
| Ano  | Categoria                | Destinatário                     | Resultado |
| ---- | ------------------------ | -------------------------------- | --------- |
| 2022 | Melhor Gravação Remixada | "Passenger" (Mike Shinoda remix) | Venceu    |

### Como Fort Minor
MTV Video Music Awards
| Ano  | Categoria    | Destinatário                                   | Resultado |
| ---- | ------------ | ---------------------------------------------- | --------- |
| 2006 | Toque do Ano | "Where'd You Go" (participação de Holly Brook) | Venceu    |